# Důl Bilozerska
Důl Bilozerska je uhelný důl, který se nachází na jihovýchodě Ukrajiny v Doněcké oblasti. Důl byl otevřen v roce 1954. V době otevření se roční výtěžnost dolu pohybovala kolem 1 milionu tun černého uhlí. Celková zásoba uhlí se v roce 2001 odhadovala na 80,4 milionů tun. Uhlí z dolu se používá jako surovina pro tamější tepelné elektrárny.